# Aketi
Aketi, bis 1966 Aketi Port-Chaltin genannt (nach Louis Napoléon Chaltin), ist eine Stadt im gleichnamigen Territorium Aketi in der Provinz Bas-Uele der Demokratischen Republik Kongo. Sie liegt auf einer Meereshöhe von ca. 380 m und hat gut 150.000 Einwohner, welche hauptsächlich Lingála sprechen.
Ab den 1930er Jahren wurde ab Aketi der Nordosten des Landes mit der Kongolesischen Nebenbahn (Vicicongo) erschlossen, da der Itimbri weiter flussaufwärts wegen der Wasserfälle nicht mehr schiffbar ist. Die Hauptwerkstätten und das betriebliche Zentrum dieser Bahnlinien befinden sich bis heute in Aketi. Nach dem Zweiten Weltkrieg wurde die Linie bis nach Bumba am Kongo verlängert.

## Bilder
- Eisenbahnbrücke bei Aketi
- Bahnhof Aketi (historische Aufnahme) (Memento vom 27. September 2007 im Internet Archive)